# Parlano da sole
Parlano da sole è uno spettacolo teatrale del 1998 scritto e diretto da Anna Marchesini con la curatela di Mario Missiroli. Si tratta del primo spettacolo da solista dell'attrice dopo lo scioglimento del Trio e alcune collaborazioni col solo Tullio Solenghi .

## Lo spettacolo
Lo spettacolo si componeva di due atti e vedeva in scena la sola attrice.

### Atto I

#### Un letto tra le lenticchie, di Alan Bennett
La signora Susan è moglie del vicario di Leeds, diventata con gli anni insofferente alla professione di suo marito, alle imposizioni della religione e alla società in generale. La donna, da tempo depressa e alcolizzata, conosce per caso il droghiere indiano Ramesh, col quale instaura una torbida relazione extraconiugale; questo la porterà a una rapida guarigione, per la quale suo marito griderà al miracolo. La donna non gli svelerà mai che Dio non ha nulla a che vedere col suo recupero.

#### Anna Cappelli, di Annibale Ruccello
Anna, una giovane impiegata di Latina, spera di aver trovato la svolta della sua vita quando l'insipido ragioniere Tonino le propone di convivere more uxorio; quando lui, a causa del suo comportamento ossessivo, la lascerà, lei compie un gesto estremo: lo uccide e poi lo fa a pezzi, con l'intenzione di mangiarselo. Si accorgerà troppo tardi della gravità dell'errore che ha commesso.

### Atto II

#### Le Femminacce
Anna Marchesini propone al pubblico alcuni dei suoi personaggi più famosi, tra cui:
- - La signorina Carlo
  - Giulietta
  - La sessuologa Merope Generosa
  - L'attrice del Piccolo di Milano (Ljuba del Giardino dei ciliegi di Čechov)
  - L'attrice tragica
  - La signora Flora
  - La cameriera secca dei signori Montagné.

L'attrice spiega l'origine e il processo di caratterizzazione di ciascuna delle sue Femminacce, prima di eseguire un breve sketch in cui ciascun personaggio recita le sue frasi memorabili e commenta con ironia le due storie svoltesi nell'atto precedente.

## Produzione e allestimento
Lo spettacolo debuttò al Teatro Olimpico di Vicenza nel novembre del 1998. Nello stesso periodo Anna Marchesini presentò gran parte del secondo atto nella puntata del programma TV Comici, in onda su Italia 1 e condotto da Serena Dandini. L'anno successivo l'attrice ripresentò lo stesso format nello spettacolo Una patatina nello zucchero, nel cui primo atto figuravano due monologhi di Bennett e nel secondo un'intera seduta di Merope Generosa.
Lo spettacolo fu registrato e trasmesso su Raidue. Oggi è reperibile sulla piattaforma RaiPlay, privo però del segmento Un letto tra le lenticchie.
Nel 2018, due anni dopo la scomparsa di Anna Marchesini, RaiTre le dedica uno speciale dal titolo Parlo da Sola, con chiaro riferimento al titolo di questo spettacolo, del quale vengono proposti alcuni spezzoni.